# 富田隆實
富田隆實（日語平假名：とみた たかざね，生沒年不詳），日本戰國時代的武將。蘆名氏家臣、通稱將監。蘆名四天宿老重臣富田氏實之子。弟弟為富田實積、佐瀨常雄（佐瀨種常的養子） 。

## 生涯
富田氏為伊東氏流的土豪，與松本氏、佐瀨氏、平田氏同為蘆名四天王的重臣。元龜3年（1572年）頃，父親一代的名字開始出現在史書。之後於天正年間後半期的外交文書上出現。
天正14年（1586年）爆發蘆名氏的後繼者問題，金上盛備主張將蘆名義廣自佐竹氏迎來繼任家督，而非迎立伊達政宗之弟伊達政道，推測屬於金上盛備之派系。
天正15年（1587年），出兵越後國内，救援新發田重家的軍事據點赤谷城，但不幸失敗。
天正17年（1589年）摺上原之戰時，父親富田氏實由於獲得伊達政宗保障所領安堵之條件而同意反叛，但隆實堅持向蘆名氏盡忠。摺上原之戰當時，隆實率500餘騎擔任先鋒，但由於父親氏實首先脫離戰場，加上蘆名氏豬苗代盛國隊也叛變，在伊達軍的原田宗時隊及片倉景綱隊圍攻下孤軍奮戰一度擊破敵軍而展現武勇，但蘆名氏仍潰散敗北。
史料記載有一說為當場戰死，或跟隨蘆名義廣投靠佐竹氏，後來仕於相馬氏擔任家老等不同說法。